# Eumesembrinella randa
Eumesembrinella randa är en tvåvingeart som beskrevs av Walker 1849. Eumesembrinella randa ingår i släktet Eumesembrinella och familjen spyflugor. Inga underarter finns listade i Catalogue of Life.